# Чёрная рука

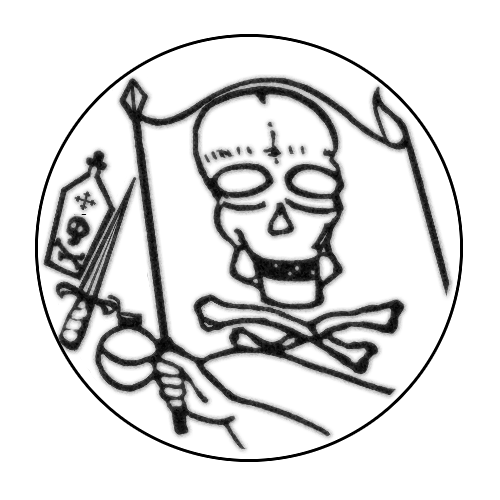
Эмблема «Чёрной руки»

«Чёрная рука» (серб. Црна рука, другое название «Единство или смерть», серб. Уједињење или смрт) — южнославянская тайная националистическая организация, имевшая своей целью объединение различных южнославянских народов в одно государство. Основана 22 мая 1911 года и просуществовала до 1917 года.

## История
Решение о создании организации было принято 3 марта 1911 года в квартире майора В. Вемича. Идейным руководителем общества стал сотрудник сербского МИДа Б. Раденкович. Председателем был избран начальник белградской жандармерии И. Радивоевич. Секретарём организации стал В. Вемич, а с конца 1913 года — полковник Р. Лазич. В верховную управу входили полковник И. Йованович, майоры В. Танкосич и М. Васич, бывший одновременно секретарём общества «Народная оборона», а также М. Г. Милованович — полковник, помощник начальника штаба сербской армии. Среди членов «Чёрной руки» был также М. Голубич. Туда же входил возглавивший в 1914 году пограничную службу страны Ч. Попович, брат которого был одним из лидеров Социал-демократической партии Сербии.
Лидером «Чёрной руки» был полковник Драгутин Димитриевич, по кличке «Апис» (Бык), начальник сербской контрразведки (после гибели в 1913 году И. Радивоевича, Апис занял его пост в организации). В возрасте 27 лет он стал главой офицерского заговора, в результате которого в июне 1903 года были убиты сербский король Александр Обренович и его жена Драга. Участники заговора не только не были наказаны, но и стали приближёнными нового короля Петра и получили высшие военные должности, в том числе и Димитриевич. С тех пор в сербской политике началась конкуренция между военными националистами, которым король Пётр был обязан приходом к власти, и гражданскими органами власти. Формальным поводом к началу противостояния между военными и чиновниками стал принятый по инициативе министра внутренних дел С. Протича указ правительства о «старшинстве гражданских властей в Новой Сербии над военными». Этот указ предполагал первенство гражданских чинов перед военными на всех торжественных церемониях. При отправлении церковной службы по поводу побед в Балканских войнах почётные места у алтаря должны были занимать не офицеры, а чиновники. В итоге, правда, в результате противостояния этот указ был изменён в том плане, что гражданские власти стали иметь приоритет лишь в мероприятиях, имеющих политический характер, а в остальных случаях старшинство представителей гражданских и военных властей стало определяться по их чинам и получаемому довольствию. Удручённый конфликтом король Пётр 11 (24) июня 1914 года ушёл из политики, подписал указ о возложении монарших полномочий на своего сына Александра, который стал регентом при отце.

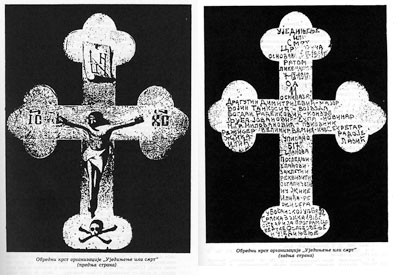
Ритуальный крест «Чёрной руки»

К началу 1912 года «Чёрная рука» стала самостоятельной политической силой с националистической доктриной. Её лидеры стремились сплотить вокруг своей организации общество для реализации насущных внутригосударственных и внешнеполитических задач в духе национальной политики. С «Чёрной рукой» были связаны многие государственные деятели королевства и она постепенно начала расставлять своих ставленников на высшие посты. Такая политика неизбежно противопоставляла организацию государственным институтам Сербии и делала конфликт с королевской властью неизбежным.
Дмитриевич считается также разработчиком и подготовителем убийства наследника австрийского престола Франца Фердинанда. Однако историк Ю. А. Писарев, исследовавший этот вопрос, сделал вывод не только «о незаинтересованности сербского правительства в военном конфликте с Австро-Венгрией, но и неучастии руководства „Чёрной руки“ в сараевском заговоре». Ссылаясь на дневник входившего в верховную управу «Чёрной руки» Ч. Поповича, Писарев отмечал, что Апис, узнав от В. Танкосича, что несколько человек хотят отправиться в Боснию и убить эрцгерцога, сказал: «Да пусти их!», — не веря, во-первых, что покушение удастся, и, во-вторых, не подумав, что это может стать поводом для войны.
В «Чёрную руку» входил ряд офицеров сербской армии и некоторые государственные чиновники, которые были разочарованы своим правительством из-за его мягкости по отношению к Австро-Венгрии. Их целью было создание национально—революционных организаций во всех областях, где жили сербы, причём они рассматривали хорватов и словенцев как сербов католического вероисповедания. Эта идея отличалась от более популярной в то время идеи «югославянства», которую распространял, среди прочих, знаменитый сербский этногеограф Йован Цвиич. Он пропагандировал, что три этнические группы — сербы, хорваты и словенцы — это представители одного и того же народа: «югославов». На основе этой идеи и была позже образована Югославия.
По представлениям «Чёрной руки», эти революционные организации должны были создать объединённое государство южных славян, а Сербии отводилась в этом процессе такая же роль, как Сардинскому королевству во время объединения Италии.
«Чёрная рука» была внешне схожа с организациями более раннего времени, например карбонариями, каморрой и масонами, о чём свидетельствуют её ритуалы и символика (череп и кости, кинжал, бомба и яд). Свой «устав» «Чёрная рука» позаимствовала из формулировок нечаевского «Катехизиса революционера».

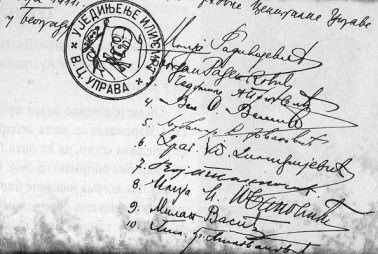
Подписи членов «Чёрной руки»

Эта организация стояла в длинном ряду похожих националистических тайных организаций, образованных в XIX веке на Балканах. Одним из её молодых предшественников была образованная в 1893 году «Внутренняя македонско-одринская революционная организация». У хорватов подобная организация возникла в 1912 году и называлась «Националистическая молодёжь». В том же году ей было совершено покушение на австро-венгерского губернатора, к которому многие испытывали неприязнь. В Боснии и Герцеговине, входящей с 1908 года в состав Австро—Венгрии, также была своя националистическая террористическая организация — «Млада Босна», которая сотрудничала с сербской «Чёрной рукой». К ней принадлежал убийца Франца Фердинанда гимназист Гаврила Принцип. Различие между «Молодой Боснией» и «Чёрной рукой» состояло в том, что первая придерживалась республиканских и атеистических идей и стремилась объединить балканские народы под эгидой «южнославянства», а в последнюю входили сторонники авторитарного и клерикального мировоззрения, стремящиеся создать великое пансербское государство.
Король Сербии Александр I Карагеоргиевич, лично не обязанный, как его отец, военным, и видевший в них постоянных конкурентов своей власти, отдал в марте 1917 года приказ ликвидировать организацию. «Апис» и его приближённые (майор Л. Вулович, Р. Малобабич) были арестованы по обвинению в государственной измене и по приговору военного суда расстреляны в июне 1917 года в пригороде Салоник. «Тем самым кончилась существовавшая со времени майского переворота 1903 года конкуренция между военными и гражданской властью». Поводом стало покушение на Александра в начале сентября 1916 года во время инспекционной поездки на Салоникский фронт, в результате которого никто не пострадал.
Драгутин Дмитриевич до сих пор является одной из самых спорных и неоднозначных личностей в сербской истории. Одни считают его великим сербским патриотом, другие — заговорщиком, убийцей и террористом.
Членом «Чёрной руки» некоторое время был Мустафа Голубич.